# Mnévis
Mnévis (em egípcio: Merur) era um boi negro adorado como divindade na cidade de Heliópolis. 
À semelhança de Ápis, Mnévis era um dos bois sagrados do Antigo Egito, encontrando-se associado ao deus Ré-Atum (Ápis estava por sua vez associado a Ptá). Foi também associado ao deus Osíris. 
O seu culto foi instituído na II dinastia, embora seja provável que tenha sido adorado desde tempos pré-dinásticos. Foi cultuado por todos os reis, inclusive por Aquenáton, que tinha declarado Aton como único deus a ser adorado. A razão pela qual Aquenáton continuou com o culto de Mnévis encontra-se relacionada com a sua crença de que Aton se manifestaria neste boi. 
Nas representações artísticas aparece com o disco solar e o ureus (serpente) entre os seus cornos.
Os sacerdotes de Heliópolis escolhiam um boi da região que levavam para o templo, onde este era adorado. Só poderia existir um Mnévis de cada vez. Os movimentos que o animal descrevia eram usados como um oráculo. Depois da sua morte, o touro era mumificado, sendo os seus órgãos colocados nos vasos canopos, e sepultado numa necrópole perto de Heliópolis.

## Referência
- Mnevis